# الإعاقة في الغابون
الإعاقة في الغابون، يشير مصطلح الإعاقة في دولة الغابون في إفريقيا إلى الأشخاص ذوي الإعاقة بدرجات متفاوتة في المجتمع، يتمتع الأشخاص ذوو الإعاقة في الغابون بالحماية من الدولة وفق القانون، انضمت الغابون إلى اتفاقية حقوق الأشخاص ذوي الإعاقة في الأمم المتحدة.

## التاريخ
في عام 1995، أصدرت الغابون قانونًا يلزم الأشخاص ذوي الإعاقة بالوصول إلى جميع المباني والطرق العامة، صدقت الدولة على اتفاقية حقوق الأشخاص ذوي الإعاقة في عام 2007، وفي عام 2014، صدقت على البروتوكول الاختياري للاتفاقية.

## الانتشار
في عام 2015، وفق تقديرات الدولة في الغابون، تبين أن 2% من سكان الغابون يعانون من درجات متفاوتة من الإعاقة، وهو ما يمثل 27,100 شخص من إجمالي عدد السكان .

## الإعاقات الأكثر شيوعاً في الغابون
- فقدان الأطراف.

- إصابات العمود الفقري.

- صعوبات السمع.

- صعوبات الرؤية.

- صعوبة الكلام ونقل الرسائل.

- التخلف العقلي والأمراض العقلية.

## شخصيات ذوي إعاقة
المواطن سيرج أوكوغو أصبح نموذجاً يحتذى به لمجتمع الصم في دولة الغابون، ويدافع عن حقوق الأشخاص ذوي الإعاقة بصفته عمل مستشاراً لرئيس الغابون.